# Arrondissement de Fulda
L'arrondissement de Fulda (Landkreis Fulda en allemand) est un arrondissement allemand de Hesse, situé dans le district de Cassel. Son chef-lieu est Fulda.

## Villes, communes et communautés d'administration
(nombre d'habitants au 31/12/2008)
| Villes - 1. Fulda, ville à statut particulier (64 129) - 2. Gersfeld (Rhön) (6 065) - 3. Hünfeld (16 091) - 4. Tann (Rhön) (4 552) | Villages (municipalités) - 1. Bad Salzschlirf (3 000) - 2. Burghaun (6 496) - 3. Dipperz (3 355) - 4. Ebersburg [siège : Schmalnau] (4 557) - 5. Ehrenberg (Rhön) [siège : Wüstensachsen] (2 701) - 6. Eichenzell (11 145) - 7. Eiterfeld (7 513) - 8. Flieden (8 669) - 9. Großenlüder (8 590) - 10. Hilders (4 801) - 11. Hofbieber (6 319) - 12. Hosenfeld (4 633) - 13. Kalbach [siège : Mittelkalbach] (6 365) - 14. Künzell (16 413) - 15. Neuhof (11 018) - 16. Nüsttal [siège : Hofaschenbach] (2 880) - 17. Petersberg (14 697) - 18. Poppenhausen (Wasserkuppe) (2 618) - 19. Rasdorf (1 814) |

## Administrateurs de l'arrondissement
| Non                                    | De   | À    |
| -------------------------------------- | ---- | ---- |
| Friedrich Fondy (de)                   | 1821 | 1841 |
| Carl von Benning (de)                  | 1841 | 1844 |
| Heinrich von Loßberg (de)              | 1844 | 1847 |
| Jakob Hippolyt Braun                   | 1847 | 1851 |
| Carl Theodor Giller (de)               | 1851 | 1854 |
| Wilhelm Schmidt (de)                   | 1854 | 1866 |
| August Wagner                          | 1866 | 1868 |
| Friedrich Cornelius (de)               | 1868 | 1883 |
| Friedrich von Trott zu Solz (de)       | 1883 | 1891 |
| Max Fliedner (de)                      | 1891 | 1894 |
| Kurt Steffens (de)                     | 1895 | 1903 |
| Gustav Springorum (de)                 | 1903 | 1912 |
| Karl von Dörnberg (de)                 | 1912 | 1921 |
| Heinrich von Gagern (de) (Zentrum)     | 1921 | 1933 |
| Hans Burkhardt (de) (NSDAP)            | 1933 | 1940 |
| Otto Feuerborn (de) (NSDAP)            | 1940 | 1945 |
| Franz Danzebrink (de) (Zentrum, NSDAP) | 1945 | 1945 |
| Johannes Kramer                        | 1945 | 1945 |
| Georg Stieler (de) (CDU)               | 1945 | 1953 |
| Eduard Stieler (CDU)                   | 1953 | 1972 |